# Pablo Ráez
Pablo Ráez Martínez (Marbella, 26 de abril de 1996-Marbella, 25 de febrero de 2017) fue un deportista juvenil y bloguero español. Ráez, que padeció leucemia, es conocido por su defensa de la donación de médula ósea.

## Biografía
Estudió TECO (Técnico en Conducción de Actividades Físico Deportivas en el Medio Natural) en Instituto Medac de formación profesional oficial, en Málaga. Mediante sus campañas en las redes sociales —como Facebook, Instagram, blogs y YouTube— logró conseguir aumentar las donaciones de médula ósea. Hacía uso de la frase Siempre fuerte.
Deportista y corredor de carreras, se hizo popular por mostrar su físico trabajado a base de gimnasio, CrossFit, calistenia y yoga.
El 26 de marzo de 2015, le fue diagnosticada una leucemia mieloblástica aguda en el preoperatorio de una lesión en la rodilla que padecía hacía muchos años. Tras recibir un trasplante de médula de su padre, consiguió recuperarse y retomar su vida durante unos meses, en los que conoció a su pareja y estuvo trabajando en Londres. A los diez meses de operarse, en verano del 2016, volvió a España para someterse a una nueva operación de rodilla, y fue entonces cuando descubrieron que la leucemia se estaba volviendo a reproducir.
Su vídeo en favor de la donación de médula colgado el 24 de agosto de 2016 superó el millón de visitas.
Pablo encontró a una nueva donante, esta vez de origen estadounidense, y fue intervenido en noviembre del 2016, cuando recibió una infusión de células madre. Recibió el alta médica tras permanecer 38 días ingresado, a mediados de diciembre, si bien ese mismo día compartió en las redes que el resultado de la intervención no había sido tan positivo como hubiera esperado.
El 25 de enero de 2017 escribió por última vez en Facebook: 

(...) La muerte forma parte de la vida, por lo que no hay que temerla, sino amarla.
Pablo Ráez Martínez

Las actividades en internet de Ráez habrían aumentado las donaciones de médula ósea en Málaga un 1300 % en 2016, con un total de 11 201 donantes nuevos ese año. El director del Centro Regional de Transfusión Sanguínea, Isidro Prats, calificó de “crucial” la campaña viral de Pablo para alcanzar esta cifra.
Pablo Ráez falleció el 25 de febrero de 2017 a los veinte años de edad. Se celebró un multitudinario funeral el domingo 26 de febrero de 2017 en la iglesia de la Encarnación de Marbella, al cual acudieron mil personas y la corporación municipal al completo, además del alcalde de Málaga. Tras el funeral, se realizó una ceremonia privada de incineración en el cementerio de La Virgen Del Carmen.
Pocas horas después de hacerse público su fallecimiento, se inició una recogida de firmas en línea en la plataforma Change.org para que se le concediese una calle en su localidad natal, Marbella.En 2018 se inauguró el bulevar Pablo Raez, una superficie de 15 000 m2 con dos zonas de juegos infantiles, una cafetería, zonas verdes y un auditorio al aire libre.
Tras su deceso el Ayuntamiento de Marbella decretó dos días de luto por la muerte del joven y las banderas ondearon a media asta en la casa consistorial. Antes de fallecer le había sido propuesta la concesión de la Medalla de la Ciudad de Marbella, que finalmente recibió su padre en su nombre, a título póstumo.